# Gent del Desert
Gent del Desert és un grup musical de folk rock i cançó en valencià, sorgit el 2006 a Ontinyent (Vall d'Albaida).
En les seues cançons busquen una simbiosi de la música i el text. No debades l'origen del grup es remunta a una tertúlia literària que es feia a la Vall d'Albaida.
La singularitat del grup queda plasmada en treballs com Celebració de la tempesta, on versionen temes d'artistes tan diferents com Pep Laguarda, Franco Battiato o Dire Straits. El seu àlbum Ésser viu, és una compilació dels seus millors èxits amb nous arranjaments i noves versions.
El 2019 publiquen dos àlbums distribuïts conjuntament: Això s'ha d'intentar, gravat durant l'estiu de 2018, i Continua, durant la tardor del mateix any. Tots els temes s'han produït, gravat i mesclat per Jesús Barranco, assistit per Xavi Penadés (i per Rafa Monllor a “Sergent Cendra”). Actualment, el grup està format pels músics Jesús Barranco (veu, guitarres acústiques i elèctriques i autoarpa), Miquel Barranco (baix i cors), Ivan Garcia “Léndel” (guitarres elèctriques i acústiques), Carlos Vecina (bateria), Paco Rodríguez-Bronchú (bombardí, fiscorn, trombó i flauta) i Ismael Cabero (flabiol, xirimita, tarota i sac de gemecs). També col·laboren amb el grup: Joan Mayor (percussió), Anselmo Martí (harmònica), Gerard Vercher (acordió) i Xavi Requena (saxo).

## Discografia
- El pèndol i la terra (Autoedició, 2007)
- Molles (Sama-Rec, 2009)
- Celebració de la tempesta (Comboi records, 2010)
- Tres tributs, EP (Autoedició, 2013)
- Processionària (Comboi records, 2014)
- La caixa de Pandora (Comboi records - Sons de Xaloc, 2015)
- Ésser viu (Comboi records, 2017)
- Això s'ha d'intentar / Continua (Autoedició, 2019)